# ليوود (ميزوري)
ليوود (بالإنجليزية: Leawood)‏ هي مدينة أمريكية تقع في ولاية ميزوري. تبلغ مساحة هذه المدينة 3.8 (كم²)،ويبلغ عدد سكانها 682 نسمة حسب إحصاء سنة 2010 م 682.تشير إحصاءات سنة 2000م بأن الكثافة السكانية في هذه المدينة تقدر بـ(240.4) نسمة/كم2 

## التركيبة السكانية
قام مكتب تعداد الولايات المتحدة بتحديد بيانات التركيبة السكانية لليوود في تعداد الولايات المتحدة. في ما يلي، التركيبة السكانية حسب تعدادي 2000 و2010.

### تعداد عام 2000
بلغ عدد سكان ليوود 904 نسمة بحسب تعداد عام 2000، وبلغ عدد الأسر 318 أسرة وعدد العائلات 274 عائلة مقيمة في القرية. في حين سجلت الكثافة السكانية 622.5 نسمة لكل ميل مربع (240.3/كم2). وبلغ عدد الوحدات السكنية 336 وحدة بمتوسط كثافة قدره 231.4 نسمة لكل ميل مربع (89.3/كم2).
وتوزع التركيب العرقي للقرية بنسبة 93.69% من البيض و 0.33% من الأمريكيين الأصليين و 1.99% من الأمريكيين ذوي الأصول الآسيوية و 0.55% من الأمريكيين الأفارقة و 2.32% من عرقين مختلطين أو أكثر.
بلغ عدد الأسر 318 أسرة كانت نسبة 39.6% منها لديها أطفال تحت سن الثامنة عشر تعيش معهم، وبلغت نسبة الأزواج القاطنين مع بعضهم البعض 78.3% من أصل المجموع الكلي للأسر، ونسبة 6.3% من الأسر كان لديها معيلات من الإناث دون وجود شريك، وكانت نسبة 13.8% من غير العائلات. تألفت نسبة 11.0% من أصل جميع الأسر من أفراد ونسبة 4.7% كانوا يعيش معهم شخص وحيد يبلغ من العمر 65 عاماً فما فوق. وبلغ متوسط حجم الأسرة المعيشية 3.04، أما متوسط حجم العائلات فبلغ 2.83.
بلغ العمر الوسطي للسكان 40 عاماً. وكانت نسبة 27.5% من القاطنين تحت سن الثامنة عشر، وكانت نسبة 8.4% بين الثامنة عشر والأربعة وعشرون عاماً، ونسبة 23.8% كانت واقعةً في الفئة العمرية ما بين الخامسة والعشرون حتى والأربعة وأربعون عاماً، ونسبة 30.9% كانت ما بين الخامسة والأربعون حتى الرابعة والستون، ونسبة 9.4% كانت ضمن فئة الخامسة والستون عاماً فما فوق. يوجد لكل 100 أنثى 89.9 ذكر، ويوجد لكل 100 أنثى في الثامنة عشر من عمرها فما فوق 93.8 ذكر.
بلغ متوسط دخل الأسرة في القرية 62,250 دولار، أما متوسط دخل العائلة فبلغ 68,214 دولار. وكان متوسط دخل الذكور 48,333 دولار مقابل 21,875 دولار للإناث. وسجل دخل الفرد الخاص بالقرية 36,196 دولار. وكانت نسبة 5.0% من العائلات ونسبة 8.4% من السكان تحت خط الفقر، وكان من هؤلاء نسبة 10.9% تحت سن الثامنة عشر ونسبة 3.9% في الخامسة والستين من العمر وما فوق.

### تعداد عام 2010
بلغ عدد سكان ليوود 682 نسمة بحسب تعداد عام 2010، وبلغ عدد الأسر 259 أسرة وعدد العائلات 202 عائلة مقيمة في القرية. في حين سجلت الكثافة السكانية 524.6 نسمة لكل ميل مربع (202.5/كم2). وبلغ عدد الوحدات السكنية 275 وحدة بمتوسط كثافة قدره 211.5 لكل ميل مربع (81.7/كم2).
وتوزع التركيب العرقي للقرية بنسبة 94.9% من البيض و 1.3% من الأمريكيين الأصليين و 1.2% من الأمريكيين ذوي الأصول الآسيوية و 0.6% من الأمريكيين الأفارقة و 2.1% من عرقين مختلطين أو أكثر.
بلغ عدد الأسر 259 أسرة كانت نسبة 30.9% منها لديها أطفال تحت سن الثامنة عشر تعيش معهم، وبلغت نسبة الأزواج القاطنين مع بعضهم البعض 66.8% من أصل المجموع الكلي للأسر، ونسبة 8.9% من الأسر كان لديها معيلات من الإناث دون وجود شريك، بينما كانت نسبة 2.3% من الأسر لديها معيلون من الذكور دون وجود شريكة وكانت نسبة 22.0% من غير العائلات. تألفت نسبة 17.8% من أصل جميع الأسر من أفراد ونسبة 8.9% كانوا يعيش معهم شخص وحيد يبلغ من العمر 65 عاماً فما فوق. وبلغ متوسط حجم الأسرة المعيشية 2.92، أما متوسط حجم العائلات فبلغ 2.63.
بلغ العمر الوسطي للسكان 44.8 عاماً. وكانت نسبة 22.4% من القاطنين تحت سن الثامنة عشر، وكانت نسبة 6.8% بين الثامنة عشر والأربعة وعشرون عاماً، ونسبة 21% كانت واقعةً في الفئة العمرية ما بين الخامسة والعشرون حتى والأربعة وأربعون عاماً، ونسبة 34.4% كانت ما بين الخامسة والأربعون حتى الرابعة والستون، ونسبة 15.5% كانت ضمن فئة الخامسة والستون عاماً فما فوق. وتوزع التركيب الجنسي للسكان بنسبة 50.0% ذكور و50.0% إناث.